# 1917 a sportban
1917 legfontosabb sporteseményei a következők voltak:
- Az MTK nyeri a hadibajnokságként megrendezett NB1-et. Ez a klub ötödik bajnoki címe.

## Születések
- január 5. – Adolfo Consolini, olasz diszkoszvető († 1969)
- január 9. – Haydn Tanner, walesi rögbijátékos († 2009)
- január 24. – Marcel Hansenne, olimpiai bronzérmes francia atléta († 2002)
- január 30. – Paul Frère, belga autóversenyző († 2008)
- február 2. – Kishan Lal, indiai gyeplabdázó († 1980)
- március 19. – Szabó László, magyar sakkozó, nemzetközi nagymester, sakkolimpiai bajnok, tízszeres magyar bajnok († 1998)
- március 22. – Ewald Cebula, lengyel labdarúgó († 2004)
- április 12. – Robert Manzon, francia autóversenyző, Formula–1-es pilóta († 2015)
- április 14. – Torsten Lindberg, olimpiai bajnok svéd válogatott labdarúgó, edző († 2009)
- június 6. – George Newberry, olimpiai bronzérmes brit kerékpáros († 1978)
- augusztus 4. – John Fitch, amerikai autóversenyző, mérnök, feltaláló († 2012)
- augusztus 26. – Miroslav Brozović, olimpiai ezüstérmes jugoszláv válogatott bosznia-hercegovinai horvát labdarúgó, hátvéd, edző († 2006)
- szeptember 20. – Obdulio Varela, világbajnok uruguayi válogatott labdarúgó († 1996)
- szeptember 23. – Németh Imre, olimpiai bajnok magyar kalapácsvető († 1989)
- szeptember 29. – Jesse Renick, olimpiai bajnok amerikai kosárlabdázó († 1999)
- október 12. – Roque Máspoli, világbajnok uruguayi válogatott labdarúgó († 2004)
- december 29. – David Hampshire, brit autóversenyző († 1990)

## Halálozások
| Halálozás    | Név                 | Nemzetiség, sportág, eredmények                                            | Születés |
| ------------ | ------------------- | -------------------------------------------------------------------------- | -------- |
| január 2.    | Léon Flameng        | olimpiai bajnok, olimpiai ezüst- és bronzérmes francia kerékpáros          | 1877     |
| január 3.    | Rynie Wolters       | amerikai baseballjátékos                                                   | 1844     |
| február 7.   | Tim Murnane         | amerikai baseballjátékos és menedzser                                      | 1851     |
| március 8.   | Kristian Pedersen   | olimpiai ezüst- és bronzérmes dán tornász                                  | 1878     |
| április 9.   | Charlie Gould       | amerikai baseballjátékos és menedzser                                      | 1847     |
| május 24.    | Les Darcy           | világbajnok középsúlyú ausztrál ökölvívó, Ökölvívó-hírességek Csarnoka tag | 1895     |
| július 14.   | Octave Lapize       | Tour de France-győztes francia országúti-kerékpáros                        | 1887     |
| november 1.  | Steve Brady         | amerikai baseballjátékos                                                   | 1851     |
| december 1.  | Mike Hooper         | amerikai baseballjátékos                                                   | 1850     |
| december 3.  | Robert Armstrong    | amerikai baseballjátékos                                                   | 1854     |
| december 20. | Will Calihan        | amerikai baseballjátékos                                                   | 1868     |
| december 20. | Lucien Petit-Breton | Tour de France győztes francia országútikerékpár-versenyző                 | 1882     |